# Anonidium floribundum
Anonidium floribundum är en kirimojaväxtart som beskrevs av François Pellegrin. Anonidium floribundum ingår i släktet Anonidium och familjen kirimojaväxter. Inga underarter finns listade i Catalogue of Life.